# Soul Link
Soul Link est une série animée japonaise racontant les aventures d´un groupe de cadets militaires de 2045 à bord d´un hôtel spatial appelé Aries.
Cette série a débuté sous la forme d´un jeu vidéo pour adultes disponible sous Microsoft Windows et PlayStation 2 sorti au Japon le 17 décembre 2004. Par la suite, le thème est repris dans une série animée de 12 épisodes ainsi que dans deux romans.
Le 29 juin 2006, un nouveau jeu appelé Soul Link EXTENSION sort au Japon pour PlayStation 2.